# Ewa Tomaszewska

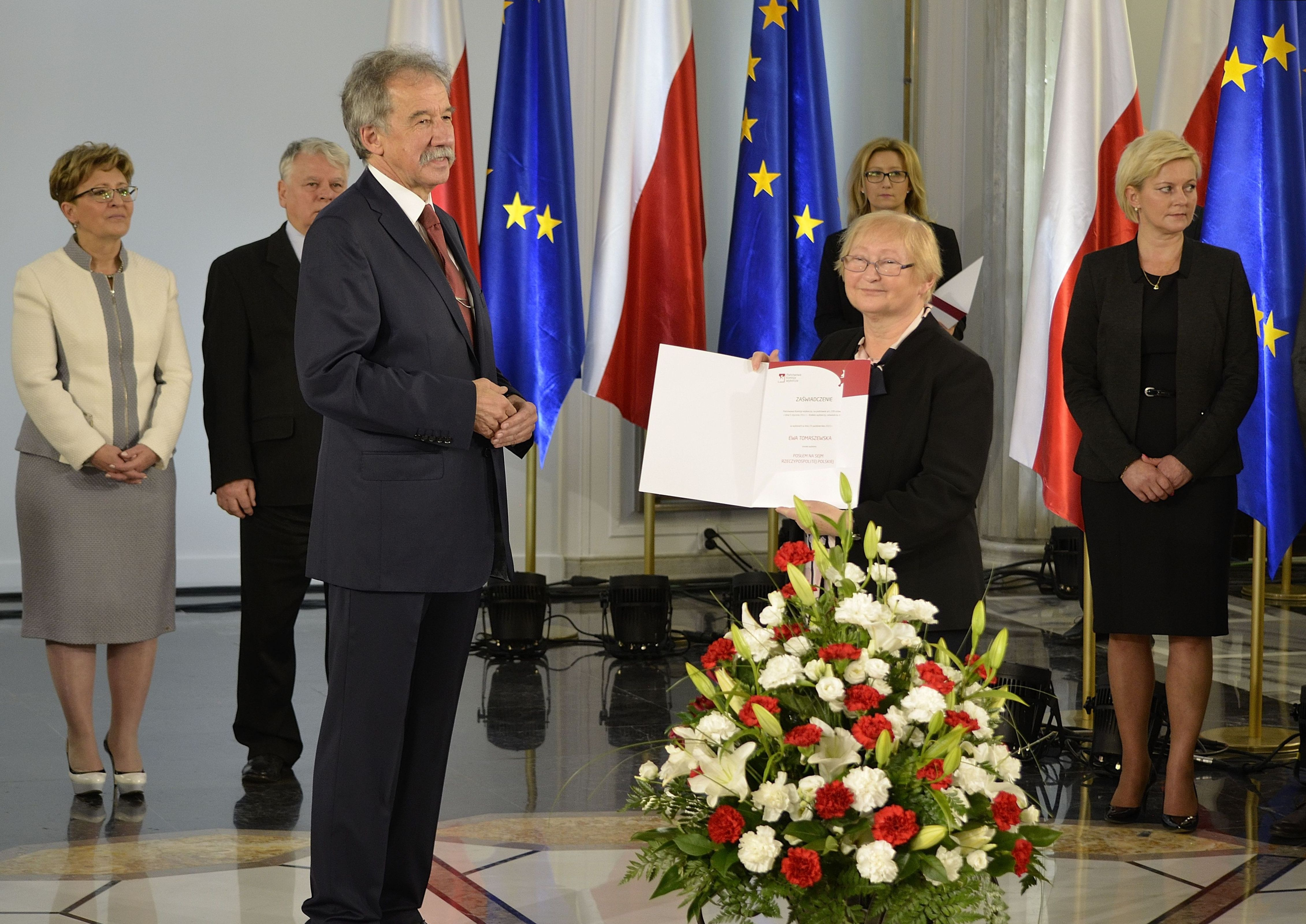
Ewa Tomaszewska odbierająca z rąk przewodniczącego Państwowej Komisji Wyborczej Wojciecha Hermelińskiego zaświadczenie o wyborze na posła VIII kadencji Sejmu (2015)

Ewa Tomaszewska (ur. 14 kwietnia 1947 w Płocku) – polska polityk, działaczka związkowa, nauczycielka akademicka, działaczka opozycji demokratycznej w PRL, posłanka na Sejm III i VIII kadencji (1997–2001, 2015–2019), senator VI kadencji (2005–2007), posłanka do Parlamentu Europejskiego (2007–2009).

## Życiorys

### Wykształcenie i praca zawodowa
W 1974 ukończyła studia na Wydziale Fizyki Uniwersytecie Warszawskim, a w 1997 także studia podyplomowe z zakresu zarządzania zasobami ludzkimi w Wyższej Szkole Zarządzania i Przedsiębiorczości im. Bogdana Jańskiego. W 1985 została pracownikiem naukowym Uniwersytetu Warszawskiego. Od 1990 do 1993 była ławnikiem sądowym i członkinią senatu UW. W latach 1998–2002 pełniła funkcję przewodniczącej Komitetu Doradczego Urzędu Nadzoru nad Funduszami Emerytalnymi, a od 2002 do 2004 zasiadała w radzie nadzorczej Państwowego Funduszu Rehabilitacji Osób Niepełnosprawnych.

### Działalność polityczna i związkowa
W 1980 przystąpiła do NSZZ „Solidarność”. Zasiadała w komisji krajowej związku. Była też członkinią zarządu Regionu Mazowsze. W stanie wojennym została internowana na okres od stycznia do lipca 1982. W grudniu 1983 tymczasowo aresztowana pod KWK Wujek, zwolniono ją w kwietniu 1984, postępowanie karne umorzono później w związku z amnestią. Współpracowała z Komisją Interwencji i Praworządności mazowieckiej „Solidarności”, od 1989 do 1990 była członkinią społecznej komisji pojednawczej przy ministrze pracy.
Zasiadała w Radzie ds. Polityki Społecznej przy prezydencie Lechu Wałęsie. Bez powodzenia kandydowała do Sejmu z listy NSZZ „Solidarność” w wyborach parlamentarnych w 1993. Sprawowała mandat posła III kadencji z listy Akcji Wyborczej Solidarność. Była wiceprzewodniczącą Komisji Polityki Społecznej i Komisji Nadzwyczajnej do rozpatrzenia projektów ustaw dotyczących problematyki ubezpieczeń społecznych. Wchodziła w skład Komisji Odpowiedzialności Konstytucyjnej. W latach 1998–2002 była radną sejmiku mazowieckiego. W 2001 nie uzyskała poselskiej reelekcji. W wyborach samorządowych w 2002 bez powodzenia ubiegała się o reelekcję do sejmiku z listy Ligi Polskich Rodzin. Potem należała do Republikańskiej Partii Społecznej. W 2005 z okręgu warszawskiego z listy Prawa i Sprawiedliwości została wybrana na senatora VI kadencji. 30 sierpnia 2007 złożyła mandat, obejmując stanowisko deputowanej VI kadencji Parlamentu Europejskiego. W PE zastąpiła Michała Kamińskiego, który został sekretarzem stanu w Kancelarii Prezydenta RP. Bez powodzenia startowała z listy PiS wyborach do Parlamentu Europejskiego w 2009, 2014 i 2019 oraz w wyborach parlamentarnych w 2011.
W marcu 2010 weszła w skład rady politycznej PiS. W wyborach samorządowych w tym samym roku uzyskała ponownie mandat radnej sejmiku województwa mazowieckiego (utraciła go w 2014). Objęła również funkcję wiceprezesa Stowarzyszenia Rynku Kapitałowego UNFE.
W 2015 wystartowała do Sejmu w okręgu warszawskim. Uzyskała mandat posłanki VIII kadencji, otrzymując 5114 głosów. W wyborach w 2019 nie została ponownie wybrana. W wyborach w 2023 ponownie była kandydatką PiS do Sejmu. W 2024 startowała kolejny raz do sejmiku mazowieckiego.

## Wyniki w wyborach ogólnopolskich
| Wybory | Komitet wyborczy                   | Komitet wyborczy                   | Organ                            | Okręg            | Wynik          |
| ------ | ---------------------------------- | ---------------------------------- | -------------------------------- | ---------------- | -------------- |
| 1993   |                                    | NSZZ „Solidarność”                 | Sejm II kadencji                 | nr 1             | 1021 (0,13%)   |
| 1997   |                                    | Akcja Wyborcza Solidarność         | Sejm III kadencji                | nr 1             | 28 515 (3,59%) |
| 2001   |                                    | Akcja Wyborcza Solidarność Prawicy | Sejm IV kadencji                 | nr 19            | 4447 (0,61%)   |
| 2004   |                                    | Prawo i Sprawiedliwość             | Parlament Europejski VI kadencji | nr 4             | 15 337 (2,38%) |
| 2005   | Senat VI kadencji                  | Prawo i Sprawiedliwość             | nr 18                            | 281 257 (36,98%) |                |
| 2009   | Parlament Europejski VII kadencji  | Prawo i Sprawiedliwość             | nr 4                             | 11 564 (1,40%)   |                |
| 2011   | Sejm VII kadencji                  | Prawo i Sprawiedliwość             | nr 19                            | 2924 (0,29%)     |                |
| 2014   | Parlament Europejski VIII kadencji | Prawo i Sprawiedliwość             | nr 4                             | 7231 (0,95%)     |                |
| 2015   | Sejm VIII kadencji                 | Prawo i Sprawiedliwość             | nr 19                            | 5114 (0,47%)     |                |
| 2019   | Parlament Europejski IX kadencji   | Prawo i Sprawiedliwość             | nr 4                             | 10 153 (0,73%)   |                |
| 2019   | Sejm IX kadencji                   | Prawo i Sprawiedliwość             | nr 19                            | 4217 (0,31%)     |                |
| 2023   | Sejm X kadencji                    | Prawo i Sprawiedliwość             | nr 19                            | 5233 (0,31%)     |                |

## Odznaczenia
W 2010, za wybitne zasługi w działalności na rzecz przemian demokratycznych w Polsce, została odznaczona przez prezydenta Lecha Kaczyńskiego Krzyżem Komandorskim Orderu Odrodzenia Polski. W 2016 została odznaczona przez prezydenta Andrzeja Dudę Krzyżem Wolności i Solidarności.